# Diocese de Aveiro
A Diocese de Aveiro (Dioecesis Aveirensis) foi originalmente instituída pelo Papa Clemente XIV, com a publicação do breve Militantis Ecclesiae gubernacula, de 12 de Abril de 1774, depois de D. José I ter feito diligências nesse sentido. O seu território ficava destacado da Diocese de Coimbra e sufragâneo da Arquidiocese de Braga. O breve emitido pelo papa foi finalmente executado em 24 de Março de 1775, ficando o rei com o direito de padroado. A Diocese de Aveiro foi suprimida em 1882 aquando da reforma do mapa eclesiástico. Veio a ser restaurada em 1938.

## História
Aquando da criação da Diocese  a igreja da Misericórdia tomou, então, o estatuto de Catedral. Em 1830, é transferido esse estatuto para a antiga igreja do Recolhimento de S. Bernardino. Foram bispos, nesta primeira fase, D. António Freire Gameiro de Sousa (1774-1799), D. António José Cordeiro (1801-1813) e D. Manuel Pacheco de Resende (1815-1837).
Depois da morte de D. Manuel Pacheco de Resende, a diocese passou por um período de indefinição, até que a 1 de Abril de 1845, o arcebispo de Braga passa a ser o administrador apostólico da Diocese de Aveiro que passa a ser dirigida por vigários gerais. A bula papal Gravissimum Christi Ecclesiam regendi et gubernandi munus, de 30 de Setembro de 1881, do papa Leão XIII, que levou à abolição desta diocese foi executada, depois, em 4 de Setembro de 1882. O papa Pio XI, contudo, ao publicar a bula Omnium Ecclesiarum, de 24 de Agosto de 1938, volta a criar a diocese, agora com 82 freguesias que pertenciam anteriormente às Dioceses de Coimbra, do Porto e de Viseu. A Catedral passou a ser a igreja secular conventual de S. Domingos e matriz da paróquia de Nossa Senhora da Glória. A restauração é confirmada por sentença executória a 11 de Dezembro de 1938. D. João Evangelista de Lima Vidal foi, então, designado administrador apostólico , tornando-se a 16 de Janeiro de 1940, bispo residencial. Com a sua morte a 5 de Janeiro de 1958, sucede-lhe D. Domingos da Apresentação Fernandes, que falecerá a 21 de Janeiro de 1962. D. Manuel de Almeida Trindade será designado bispo de Aveiro a 16 de Setembro de 1962, mas resignará do cargo através de um pedido, deferido, dirigido à Santa Sé. Deixa de ser bispo a 20 de Janeiro de 1988.
D. António Baltasar Marcelino, que já era bispo coadjutor de Aveiro desde 19 de Dezembro de 1980, sucedeu-lhe até ter sido substituído, a 21 de Setembro de 2006, por D. António Francisco dos Santos que foi bispo desta diocese até 21 de Fevereiro de 2014. Passou por um período de sede vacante, até à eleição do atual Bispo, D. António Manuel Moiteiro Ramos

## Bispos de Aveiro

### Primeira fase
1. D. António (I) Freire Gameiro de Sousa (1774–1799)
2. D. António (II) José Cordeiro (1801–1813)
3. D. Manuel (I) Pacheco de Resende (1815–1837)
  - D. António de Santo Ilídio da Fonseca e Silva (1840), não obteve confirmação papal
  - D. António Mendes Bello (1881), administrador apostólico
  - Diocese Suprimida (1882–1938)

### Segunda Fase[1]
1. D. João Evangelista de Lima Vidal (1940–1958), administrador apostólico desde 1938
2. D. Domingos da Apresentação Fernandes (1958–1962)
3. D. Manuel (II) de Almeida Trindade (1962–1988)
4. D. António (III) Baltasar Marcelino (1988–2006)
5. D. António (IV) Francisco dos Santos (2006–2014)
6. D. António (V) Manuel Moiteiro Ramos (2014–presente)

## Arciprestados
- Arciprestado de Albergaria-a-Velha
- Arciprestado de Anadia
- Arciprestado de Aveiro
- Arciprestado de Águeda
- Arciprestado de Estarreja
- Arciprestado de Ílhavo
- Arciprestado de Murtosa
- Arciprestado de Oliveira do Bairro
- Arciprestado de Sever do Vouga
- Arciprestado de Vagos

## Escutismo
1. Escutismo nesta diocese: Região de Aveiro